# Dorfgraben (Königs Wusterhausen)
Der Dorfgraben ist ein Meliorationsgraben und rechter Zufluss der Notte auf der Gemarkung der Stadt Königs Wusterhausen im Landkreis Dahme-Spreewald in Brandenburg. Der Graben beginnt auf einer landwirtschaftlich  genutzten Fläche, die sich südlich der Wohnbebauung von Deutsch Wusterhausen und der Notte befindet. Er verläuft dort vorzugsweise in südlicher Richtung, nimmt aber aus weiteren westlich und östlich befindlichen Gräben zusätzliches Wasser auf. Dieses wird nach rund 640 m in die Notte entwässert.